# 3-Decanol
3-Decanol ist eine chemische Verbindung aus der Gruppe der Alkohole, genauer der chiralen Alkohole.

## Vorkommen

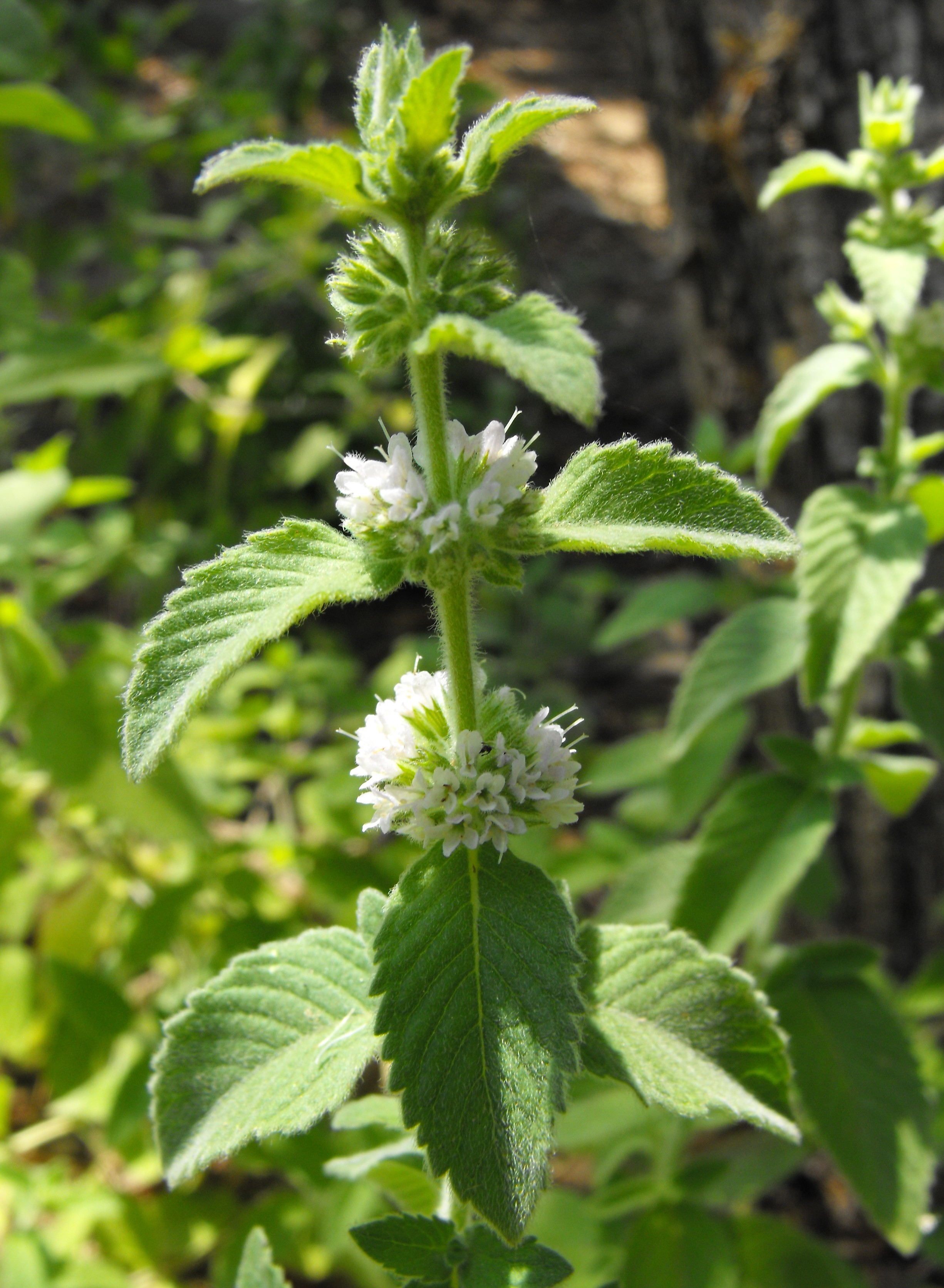
Acker-Minze (Mentha arvensis)

3-Decanol kommt natürlich in Guaven, Minzen und deren Öle sowie in Krabben vor.

## Eigenschaften
3-Decanol ist eine farblose Flüssigkeit, die praktisch unlöslich in Wasser ist.

## Verwendung
3-Decanol kann als Aromastoff verwendet werden.